# Kati Wilhelmová
Kati Wilhelmová (* 2. srpna 1976 Šmalkaldy) je bývalá německá biatlonistka a běžkyně na lyžích, trojnásobná olympijská vítězka a pětinásobná mistryně světa v biatlonu, stejně jako vítězka celkového hodnocení Světového poháru ze sezóny 2005/2006.

## Začátky
Absolvovala sportovní gymnázium v Oberhofu, od roku 1995 je příslušnicí Bundeswehru. Začínala závodit jako běžkyně, zúčastnila se olympiády 1998, kde skončila s německou štafetou na pátém místě a v závodě na 30 km volným stylem byla šestnáctá. Od roku 1999 se zaměřila na biatlon.

## Olympiáda
Byla nejúspěšnější biatlonistkou ZOH 2002, když vyhrála sprint a štafetu a byla druhá ve stíhacím závodě. Na olympiádě 2006 byla vlajkonoškou německé výpravy, vyhrála stíhačku a byla druhá ve štafetě a závodě s hromadným startem. Byla zvolena nejlepší německou sportovkyní roku 2006. Na olympiádě 2010 uzavřela svoji medailovou sbírku bronzem ze štafety.

## Další závody
Je pětinásobnou mistryní světa: v roce 2001 a 2009 vyhrála sprint, štafetu v letech 2007 a 2008 a závod na 15 kilometrů v roce 2009. Vyhrála jednadvacet závodů Světového poháru, v sezóně 2005/06 byla vítězkou celkové klasifikace. V letech 2004/05 a 2005/06 získala malý křišťálový glóbus za sprint, v letech 2005/06, 2006/07 a 2008/09 za stíhací závod a v roce 2006/07 za závod s hromadným startem.

## Mimosportovní aktivity
V roce 2004 byla za Sociálnědemokratickou stranu Německa členkou Spolkového shromáždění. V roce 2010 ukončila závodní kariéru a stala se sportovní komentátorkou pro stanici Das Erste. V roce 2011 obdržela Herbert-Award pro nejlepšího německého sportovního novináře v kategorii nováčků. Jejím partnerem je technik německé biatlonové reprezentace Andreas Emslander, mají dceru Lotte a syna Jakoba.

## Zajímavost
Byla známá načerveno obarvenými vlasy a červenou čepicí, což jí vyneslo přezdívku Rotkäpchen (Červená karkulka).